# Sciaridae

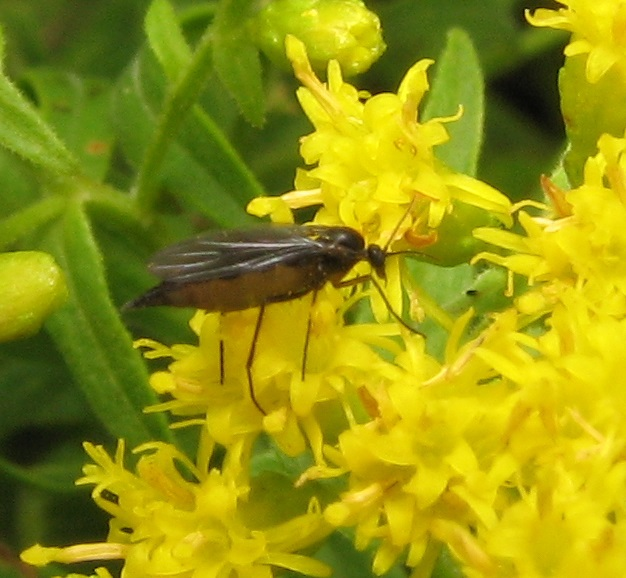
Sciaridae, hembra

Sciaridae es una familia de moscas bibionomorfas. Comúnmente se las encuentra en ambientes húmedos. Se las conoce como plagas de los cultivos de hongos y se las suele encontrar en plantas de interiores. Es un grupo de Diptera poco estudiado, a pesar de ser una familia grande, posiblemente debido al tamaño pequeño de estos insectos. Hay alrededor de 2.500 especies descritas en 92 géneros y se cree que debe haber más de 20.000 especies sin describir, principalmente en los trópicos. En Europa hay más de 600 especies.

## Descripción
En general miden de uno a once mm de longitud; la mayoría son de menos de 5 mm. Son de cuerpo delgado, oscuro, con alas de venas marcadas. Las hembras de algunas especies carecen de alas. Tienen patas largas y antenas de 8 a 16 segmentos.
Las larvas son blanquecinas, delgadas, semitransparentes. Se puede ver el contenido del aparato digestivo. Tienen una cápsula cefálica esclerotizada, negra y lisa.

## Distribución
Son de distribución mundial, incluso en hábitats extremos como islas subantárticas y regiones montañosas a más de 4.000 m sobre el nivel del mar. Otras, como Parapnyxia se encuentran en desiertos, donde cavan en la arena para escapar de las altas temperaturas. Algunas especies son exclusivamente cavernícolas. Otras especies, en cambio, se encuentran en bosques, zonas pantanosas, prados húmedos, donde viven en el follaje. También se las encuentra en macetas en plantas de interiores. En hábitats húmedos y sombríos a veces hasta 70% de las especies de dípteros son Sciaridae.
Son distribuidas por el viento o corrientes de agua, por ejemplo en madera flotante y a menudo son accidentalmente introducidas por humanos en el humus o composta.

## Ciclo vital

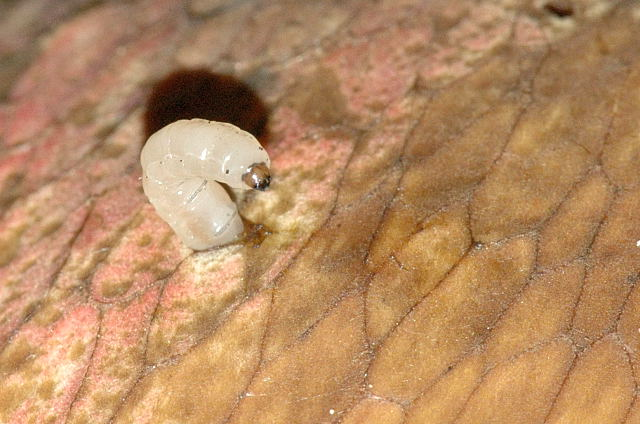
Larva

Solo se conoce en detalle el ciclo vital de unas pocas especies, especialmente aquellas que son plagas de hongos cultivados o setas. Las larvas se encuentran en el suelo y hojarasca, donde se alimentan de hongos y heces. También hay especies minadoras de plantas, de aquellas partes que crecen bajo tierra. Las larvas juegan un importante papel de reciclamiento de desechos del suelo.
Las hembras depositan hasta 200 huevos transparentes de 1 mm o menos en el suelo húmedo. En una semana, nacen las larvas. Aproximadamente  90% son hembras. Se pueden encontrar más de 2.500 por m². Varias especies, especialmente Sciara militaris se pueden ver emigrando en procesiones que pueden llegar a ser de 10 m de largo, conteniendo miles de individuos. Estas procesiones ocurren de mayo a junio en Europa central. Las larvas empupan de julio a agosto.
Los adultos no pican. Se alimentan de líquidos y solo viven unos cinco días a lo sumo, lo suficiente para procrear y poner huevos.

## Reproducción y genética
Los miembros de esta familia tienen un proceso de reproducción similar a la haplodiploidía de himenópteros. Pero en este caso el macho elimina parte del genoma y pasa solo el material genético de su madre a sus descendientes.[cita requerida]

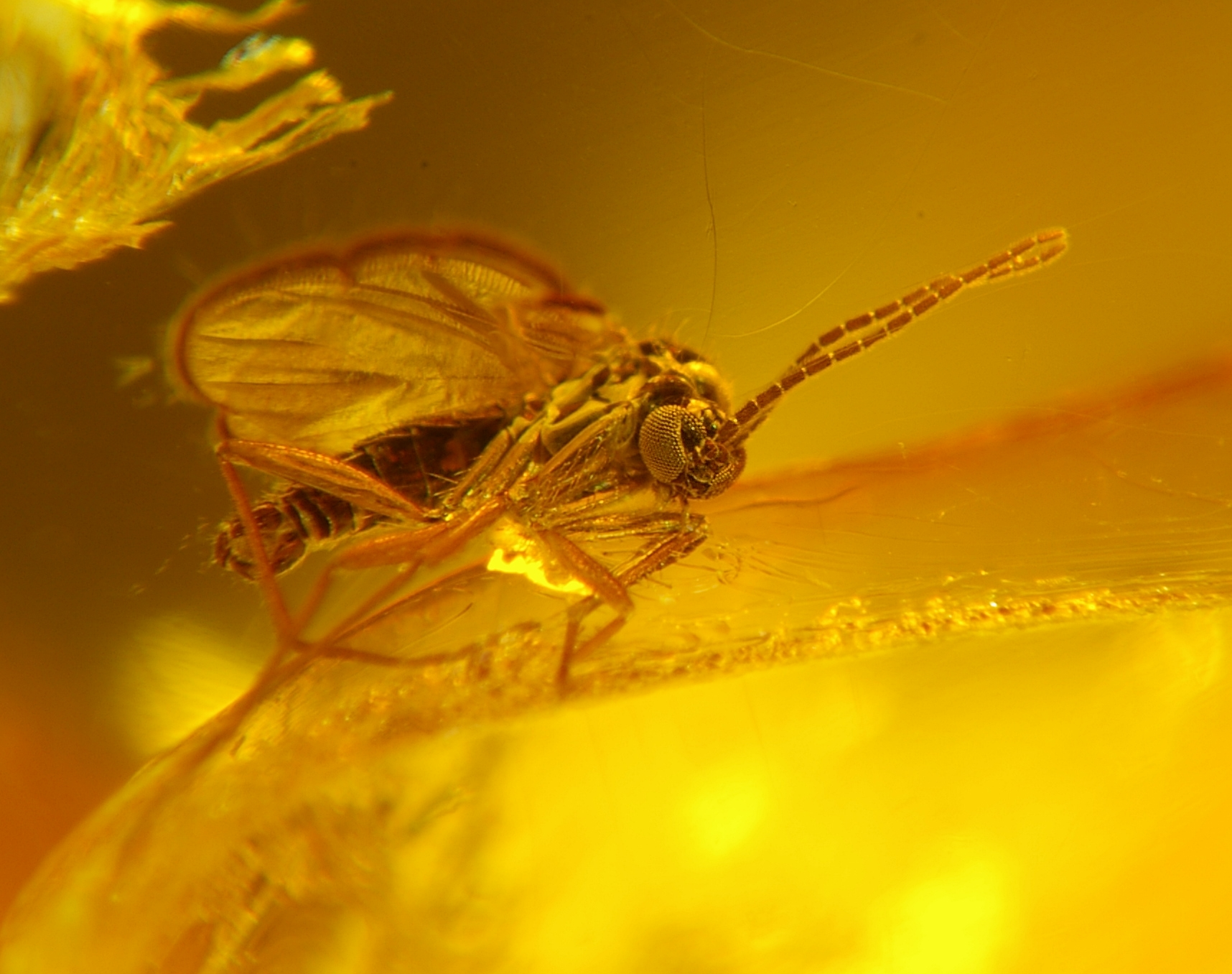
Sciaridae en ámbar

## Evolución
Se los encuentra con frecuencia en depósitos de ámbar, los más antiguos son del período Cretácico. Algunos fósiles de cápsulas cefálicas de larvas se encuentran en sedimentos de lagos.

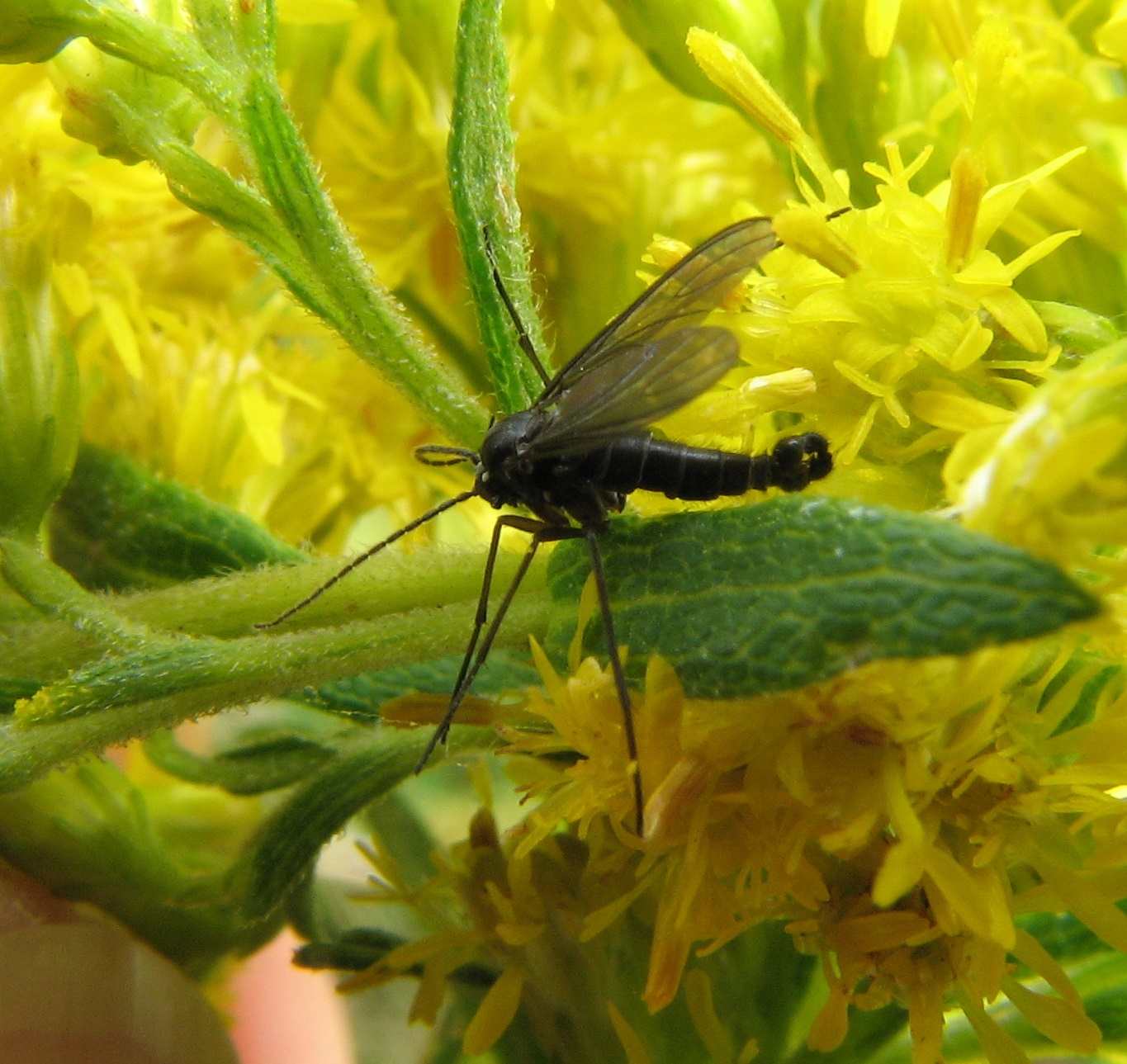
Sciaridae, macho

## Plaga
Algunas especies son plagas de los cultivos de hongos y de las plantas de invernadero, donde las condiciones húmedas favorecen su rápido crecimiento. Perforan túneles en los tallos de los hongos y también causan daños al micelio, haciendo que los hongos adopten un aspecto marrón y como cuero. Su materia fecal puede impedir el crecimiento del micelio. Como plaga de plantas se alimenta de raíces. En ambas industrias es un problema que requiere cuidados.
El nematode Steinernema feltiae se usa para controlar los daños causados por los estadios larvarios. El nematode penetra la larva y la contamina con una bacteria que lleva. Después se reproduce dentro de la larva y la nueva generación pasa al medio de cultivo, donde pueden encontrar otros huéspedes para infectar. 

### Listas de especies
- Neártico
- Australasia/Oceanía
- Japón